# トゥモロー・ワールド
『トゥモロー・ワールド』（原題: Children of Men、人類の子供たち）は、2006年のイギリス・アメリカ合衆国合作のSFアクション映画。原作はP・D・ジェイムズのディストピア小説『人類の子供たち』、監督はアルフォンソ・キュアロン、出演はクライヴ・オーウェン、ジュリアン・ムーア、マイケル・ケインなど。人類が繁殖能力を失った近未来のイギリスを舞台に、奇跡的に妊娠を果たした若い女性を守ることになった男を描いている。
第63回ヴェネツィア国際映画祭のコンペティション部門に正式出品され、オゼッラ賞（技術貢献賞）を受賞。ロサンゼルス映画批評家賞では撮影賞を受賞。第79回アカデミー賞では脚色賞、撮影賞、編集賞でノミネートされたが、いずれも受賞を逃す。第33回サターンSF映画賞を受賞。
日本では2007年3月21日、プレミアム・エディションとしてDVDが発売された。サウンドトラックも発売された。

## ストーリー
西暦2027年11月。人類は希望を失い、世界は恐慌状態におちいっていた。なぜか出産の能力が失われ、18年間にわたって全く子供が生まれないのだ。世界各国が内戦やテロによって壊滅する中、英国は軍事力で徹底的に抑圧することにより、秩序を維持していた。
英国には世界中から大量の不法移民が押し寄せ、日に日に治安は悪化していた。世界最年少の青年がアルゼンチンで刺殺されて絶望に包まれたこの日、ロンドン市街地で爆破テロが発生し、英国エネルギー省に勤めるセオはすんでのところで難をまぬがれる。
翌朝、セオは出勤途中に反政府グループ「FISH」に拉致される。首謀者はかつての妻ジュリアン。彼女の要求は、ある不法滞在者の「通行証」を手に入れることだった。渋りながらも、セオは従兄で文化大臣のナイジェルから通行証を手に入れる。検問所を突破するためジュリアンと共に乗り込んだ乗用車で、セオが引き合わされた不法滞在者は若い黒人女性のキーだった。
検問所に向かう途中、セオたちの車は暴徒の襲撃に遭い、ジュリアンが撃たれて絶命する。組織のアジトに逃げ込んだセオは、キーから衝撃の事実を告白される。実は彼女は子供を身ごもっており、間もなく出産を迎えるというのである。そして、ジュリアンを引き継いでリーダーとなったルークがキーの子を政治利用するためにジュリアンを殺したことを知ったセオは、キーを連れて命がけの逃避行を開始する。
警察とフィッシュの双方から追われる中、古くからの友人であるジャスパーや元助産師のミリアムが自ら犠牲となることで、セオとキーは不法移民を装って収容所に匿われ、キーはそこで女の子を出産する。しかし、そこにフィッシュがキーを取り戻すために侵入したことで、軍隊と激しい戦闘となる。セオは辛うじてキーと赤ん坊をボートに乗せて、彼女らを引き取ることになっている「ヒューマン・プロジェクト」との待ち合わせ場所まで漕ぎ付ける。しかし、セオは既に被弾して重傷を負っており、そのまま息絶える。そこに「ヒューマン・プロジェクト」の船がたどり着く。

## キャスト
※括弧内は日本語吹替
- セオ・ファロン - クライヴ・オーウェン（堀内賢雄）

元活動家。
- ジュリアン・テイラー - ジュリアン・ムーア（深見梨加）

フィッシュのリーダー。セオの元妻。
- ジャスパー・パルマー - マイケル・ケイン（大塚周夫）

セオの古くからの友人。
- ルーク - キウェテル・イジョフォー（小山力也）

フィッシュのメンバー。
- キー - クレア＝ホープ・アシティー（英語版）（坂本真綾）

不法移民の黒人女性。
- ミリアム - パム・フェリス（片岡富枝）

フィッシュのメンバー。元助産師。キーの世話係。
- ナイジェル - ダニー・ヒューストン（内田直哉）

セオの従兄。文化大臣。
- パトリック - チャーリー・ハナム（川島得愛）

フィッシュのメンバー。ルークの部下。
- シド - ピーター・マラン（辻親八）

収容所の警官。ヤクの売人。

## 「長回し」
この映画で臨場感を呼ぶ最大の要素である「長回し」は画期的な撮影方法に支えられている。以下の4シーンはいずれも1カットの長大な長回しに見えるよう編集されている。詳細は後述。カッコ内は1カットの長さ。
- 映画冒頭の爆破テロシーン（約51秒）
- 乗用車襲撃シーン（約4分07秒）
- 出産シーン（約3分19秒）
- 終盤の戦闘シーン（約6分16秒）

メイキング映像や「CGWORLD」誌2007年1月号などによれば、これらのシーンは単純にブルー（グリーン）スクリーン前で撮影したものではなく、セットやロケーションで、ステディカムや特殊カメラを使って撮った長時間ショットをベースにしている。必要に応じ、複数のテイクをコンピュータ処理によって一つのショットにつなぎ合わせてあるが、テイク間の映像の差異を埋め合わせてつなぐ技術（PlaneIt＝プレーン・イットと呼ばれるツールを使用）は完成度が高く、つなぎ目がどこかは判別が困難である。冒頭のテロシーンは2つのカットをつないだもので、また蜂起後の戦闘シーンでビルの階段を昇るセオは、同じ階段や廊下で撮影したショットをCGでバリエーションをつけたうえ、複数つなぎ合わせて3階まで昇ったように見せているが、実際は1階建てである。
また、乗用車の天井（撮影時は、ドギーカム社の「スパローヘッド」と呼ばれるカメラ雲台とそれを前後左右に駆動するシステムのスペースを確保するために屋根は取り除かれていた）や、爆発・弾着のエフェクト、レンズに付着する血糊、口で受け渡しするピンポン玉、赤ん坊のクローズアップなど、CGで作られたイメージもショット内にふんだんに合成されている。

## 劇伴音楽
- 劇伴音楽には、クシシュトフ・ペンデレツキの『広島の犠牲者に捧げる哀歌』、ドミートリイ・ショスタコーヴィチの『交響曲第10番』、グスタフ・マーラーの『亡き子をしのぶ歌』などが用いられている。
- また、キュアロン自身が傾倒していたジョン・タヴナーを説得し、タヴナーにとっても初の映画音楽を書き下ろさせた作品でもあり、ジョン・タヴナーはロック楽曲の選曲もおこなっている（ジョン・タヴナーの才能を最初に発掘したのはビートルズであるという説もある）。
- キング・クリムゾンの『クリムゾン・キングの宮殿』が流れるシーンの直後にピンク・フロイドのアルバム『アニマルズ』のジャケットにある、バターシー発電所と、空とぶブタのバルーンが登場しているため、プログレッシブ・ロックとの関連が指摘されている。
- 登場人物は有名なロックの偉人の名前が数多く登場。劇中歌にはディープ・パープルやレディオヘッド、リバティーンズ、ビートルズの「トゥモロー・ネバー・ノウズ」カバー曲、ローリング・ストーンズの「ルビー・チューズデイ」カバー曲がつかわれ、エンドスクロールではジョン・レノンの楽曲「ブリング・オン・ザ・ルーシー」が使われている。レディオヘッド以外のロック楽曲はサウンドトラックに収録されている（『クリムゾン・キングの宮殿』は短縮版）。

## サウンドトラック楽曲
- ハッシュ/ディープ・パープル
- ウィットネス/ルーツ・マヌーヴァ
- トゥモロー・ネバー・ノウズ/ジュニア・パーカー
- スリーピー・ショアーズ/マイケル・プライス
- クリムゾン・キングの宮殿（エディット・ヴァージョン）/キング・クリムゾン
- バックワード/コードナイン＆ザ・スペースエイプ
- ウェイト/ザ・キルズ
- ゼア・イズ・アン・オーシャン/ドノヴァン
- ルビー・チューズデイ/フランコ・バッティアート
- マネー・ハネー/プレッシャー　feat.ウォリアー・クイーン
- アーベイト・マーチ・フレイ/ザ・リバティーンズ
- インディアン・ストンプ/サイラス（ランダム・トリオ）
- ブリング・オン・ザ・ルーシー/ジョン・レノン
- ランニング・ザ・ワールド/ジャーヴィス・コッカー（パルプのフロントマン）